# London Film Critics' Circle de melhor filme
O London Film Critics' Circle de melhor filme (no original London Film Critics' Circle Award for Film of the Year) é uma condecoração anual oferecida ao London Film Critics' Circle a obras cinematográficas.

## Vencedores
| Ano   | Filme                                           | Diretor(es)             |
| ----- | ----------------------------------------------- | ----------------------- |
| 01980 | Apocalypse Now                                  | Francis Ford Coppola    |
| 01981 | Chariots of Fire                                | Hugh Hudson             |
| 01982 | Missing                                         | Costa-Gavras            |
| 01983 | The King of Comedy                              | Martin Scorsese         |
| 01984 | Paris, Texas                                    | Wim Wenders             |
| 01985 | The Purple Rose of Cairo                        | Woody Allen             |
| 01986 | A Room with a View                              | James Ivory             |
| 01987 | Hope and Glory                                  | John Boorman            |
| 01988 | House of Games                                  | David Mamet             |
| 01989 | Distant Voices, Still Lives                     | Terence Davies          |
| 01990 | Crimes and Misdemeanors                         | Woody Allen (2)         |
| 01991 | Thelma & Louise                                 | Ridley Scott            |
| 01992 | Unforgiven                                      | Clint Eastwood          |
| 01993 | The Piano                                       | Jane Campion            |
| 01994 | Schindler's List                                | Steven Spielberg        |
| 01995 | Babe                                            | Chris Noonan            |
| 01996 | Fargo                                           | Joel Coen               |
| 01997 | L.A. Confidential                               | Curtis Hanson           |
| 01998 | Saving Private Ryan                             | Steven Spielberg (2)    |
| 01999 | American Beauty                                 | Sam Mendes              |
| 02000 | Being John Malkovich                            | Spike Jonze             |
| 02001 | Moulin Rouge!                                   | Baz Luhrmann            |
| 02002 | About Schmidt                                   | Alexander Payne         |
| 02003 | Master and Commander: The Far Side of the World | Peter Weir              |
| 02004 | Sideways                                        | Alexander Payne (2)     |
| 02005 | Brokeback Mountain                              | Ang Lee                 |
| 02006 | United 93                                       | Paul Greengrass         |
| 02007 | No Country for Old Men                          | Joel and Ethan Coen (2) |
| 02008 | The Wrestler                                    | Darren Aronofsky        |
| 02009 | Un prophète                                     | Jacques Audiard         |
| 02010 | The Social Network                              | David Fincher           |
| 02011 | The Artist                                      | Michel Hazanavicius     |
| 02012 | Amour                                           | Michael Haneke          |
| 02013 | 12 Years a Slave                                | Steve McQueen           |
| 02014 | Boyhood                                         | Richard Linklater       |
| 02015 | Mad Max: Fury Road                              | George Miller           |
| 02016 | La La Land                                      | Damien Chazelle         |
| 02017 | Three Billboards Outside Ebbing, Missouri       | Martin McDonagh         |
| 02018 | Roma                                            | Alfonso Cuarón          |
| 02019 | Gisaengchung                                    | Bong Joon-ho            |
| 02020 | Nomadland                                       | Chloé Zhao              |
| 02021 | The Power of the Dog                            | Jane Campion (2)        |
| 02022 | Tár                                             | Todd Field              |
| 02023 | The Zone of Interest                            | Jonathan Glazer         |
| 02024 | The Brutalist                                   | Brady Corbet            |